# Miguel Corrêa
Miguel Corrêa da Silva Júnior (Belo Horizonte, 11 de junho de 1978) é um empresário, professor e político brasileiro, historicamente filiado ao Partido Popular Socialista (atual Cidadania), o Partido dos Trabalhadores, e atualmente ao Partido Democrático Trabalhista (PDT).

## Primeiros anos e ativismo político
Em 2001, Miguel Correa fundou a ONG Mudança Já! juntamente com um grupo universitário da UNI-BH. Com sede na cidade Belo Horizonte, a ONG oferece capacitação profissional gratuita por meio de diversos cursos voltados para jovens e adultos, possibilitando o desenvolvimento do ser humano para inserção no mercado de trabalho. Além de arrecadar doações para famílias carentes.

## Carreira políticɑ
Foi eleito vereador de Belo Horizonte em 2004 pelo Partido Popular Socialista, sendo o vereador mais jovem da cidade até então. Em 2006, foi eleito Deputado Federal e reeleito em 2010 com mais de 113 mil votos, sendo o deputado mais votado do PT em Belo Horizonte.
Foi vice-líder do PT, em 2008 e 2009 e presidente do partido em 2013.
Liderou os governos Lula e Dilma na comissão de desenvolvimento econômico. Foi relator geral do Orçamento da União 2013/2014 e sub relator do Orçamento de Infraestrutura. Participou da mesa diretora da Câmara Federal 2011/2013.
Foi eleito deputado federal em 2014, para a 55.ª legislatura (2015-2019), mas logo em seguida assumiu a Secretaria de Estado de Ciência, Tecnologia e Ensino Superior no governo do estado de Minas Gerais, da qual foi temporariamente exonerado para voltar à Câmara Federal e votar contra o Processo de impeachment de Dilma Rousseff. Em seguida, reassumiu o cargo.
Foi candidato ao Senado em 2018 em Minas Gerais pelo PT, mas não foi eleito. No mesmo ano, foi acusado de liderar uma campanha de promoção de candidatos petistas na rede social Twitter, conhecido como "Mensalinho do Twitter", em uma prática considerada ilegal. Além de políticos do PT, como Wellington Dias, Gleisi Hoffmann e Luiz Marinho, os candidatos à deputado federal Tiririca (PR-SP) e Katia Sastre (PR-SP) também foram promovidos pela empresa de Miguel. Em 2022, foi anunciado como pré-candidato pelo PDT ao governo do estado de Minas Gerais. Entretanto, no dia 30 de março o Tribunal Superior Eleitoral confirmou a inelegibilidade de Miguel e a empresária Lídia Correa Alves Martins por 8 anos por causa de suas ações nas redes sociais em 2018.